# Lille Métropole Basket
Maillots
Le Lille Métropole Basket, ou LMB, est un club de basket-ball français fondé en 1994 et disparu en 2024, basé à Lille.
Son origine remonte à la scission d’un club : l’ASRT Lille Métropole, un club qui associe la ville de Ronchin et de Faches-Thumesnil. Les deux villes décident à la suite de se séparer sportivement. Le club de Faches-Thumesnil prend l’identité de La Mélantoise Basket. Il prendra, après une fusion avec le Lille Université Club en l’an 2000, le nom de Lille Métropole Basket Club et celui de Lille Métropole Basket en 2010, après sa première saison professionnelle.
Lors de sa création en 1994, le club démarre au sein de la division Excellence régionale.
Il gagne le premier trophée de son histoire en trois ans : il est sacré champion de promotion régionale à la fin de la saison 1996-1997. Un autre titre, celui de champion de Division régionale, deux saisons plus tard (1998-1999), mettra fin aux années de championnats régionaux qu’il a connu durant cinq saisons.
Accédant aux divisions nationales pour la première de son existence, lors de la saison 1999-2000, il en gagne la première dans la hiérarchie après avoir disputé seulement une saison dans le championnat auparavant. Il est alors vainqueur du championnat de Nationale masculine 3 au bout de la saison 2000-2001. Durant les dix saisons qu’il totalise en championnats nationaux, le club nordiste en gagne trois, lui permettant, chaque fois, de connaître le niveau supérieur. Ainsi, il remporte le titre de Nationale masculine 2 à la suite de la saison 2005-2005 et le trophée de champion de France de Nationale masculine 1 en 2009, après une saison 2008-2009 plus que réussie. Dix saisons au cœur des championnats nationaux et quinze saisons amateures permettent au club de connaître le monde professionnel au cours de sa seizième année d’existence.
Les débuts professionnels du club lillois s'effectuent lors de la saison 2009-2010 de Pro B. Après une année très aboutie, le club a pu rêver d’un passage en Pro A mais cette montée lui échappe. Durant toutes les années suivantes en deuxième division française, le club connaît de bons résultats, sans jamais réussir à les concrétiser (deux troisième place, cinq top cinq, six qualifications en play-offs (deux quarts de finale : 2010, 2017 et une demi-finale : 2018) et sept top dix), et de moins bons (sept saisons sans top dix dont deux au bord de la relégation : 16e place).
Lors de la saison 2023-2024, le club dispute son quinzième championnat de Pro B.
En grande difficulté financière, le LMB a, pourtant, initialement vu son engagement dans la compétition être refusé par la Direction nationale du contrôle de gestion (DNCG), le gendarme financier du basket français. Les collectivités locales ont permis au club de pouvoir disputer la saison, en comblant le manque de trésorerie de 300 000€.
Cependant, à la fin de la saison soldée par un bilan sportif moyen (11e place), le club disparaît pour des raisons économiques pendant l’année de ses 30 ans d’existence. Néanmoins, la section amateure, le LMBC, repart elle en Nationale 3.

## Repères historiques

### Des ancêtres: entre fusions, forfait général et dépôt de bilan (1946-1993)

#### L'Amical Laïque Basket: la plus ancienne des origines (1946-1964)
C'est en 1994 que le club est créé mais son origine remonte après la Seconde Guerre mondiale, en 1946. En effet, c'est durant cette année-ci que fut créé l'Amical Laïque Basket (ALB), le tout premier club de la lignée des fusions de club nordiste qui ont amené à la création du Lille Métropole Basket.

#### ASR puis ASRT (1965-1991)
Alors qu'il gagne de nombreux titres de champion des Flandres, celui-ci change d'identité 19 ans après sa création, en 1965, pour devenir l'ASR afin d'être affilié à la Fédération française de basket-ball. Il deviendra, par la suite, l'ASRT pour associer les villes de Ronchin et de Faches-Thumesnil. Le club connaît alors trois montées en trois saisons : alors qu'il était en National 4 en 1987 - 1988, il est en National 2 en 1989 - 1990, en passant, donc, par la National 3 en 1988 - 1989.

#### ASRT Lille Métropole (1992-1993)
L'ASRT devient en 1992 l'ARST Lille Métropole. C'est à Faches-Thumesnil qu'il élu domicile en s'installant à la salle Jean-Zay.
Le club fait cependant forfait général durant la saison et dépose le bilan. C'est ainsi que les deux villes de Rochin et de Faches-Thumesnil font scission et créent leur propres clubs, respectivement le RBC et La Mélantoise Basket (LMB).

### Le début amateur (1994-2008)

#### Un club de niveau régional (1994-1999)
L'année 1994 marque donc la naissance du Lille Métropole Basket mais sous son appellation d'autrefois : La Mélantoise Basket (LMB).
Ainsi, pour la première saison (1994-1995) de son histoire, le club de basket-ball est en excellence régionale.

#### Début en tant que président: Servais Tomavo (1995-2018)
Servais Tomavo commence sa présidence au sein du club durant l'année 1995.

#### Un tout premier titre (Promotion régionale 1997)
À la fin de la saison 1996-1997, le club est sacré champion pour la première fois de son histoire : il vient de remporter le championnat de Promotion régionale 1997.

#### Un deuxième titre (Division régionale 1999)
Deux années après le tout premier titre de son histoire, le club est à nouveau champion en étant vainqueur de la Division régionale 1999, à la suite de la saison 1998-1999.
Ce titre met fin à la présence du club sur le champ régional et lui permet d'accéder à la première des division nationale : le championnat de France de basket-ball de nationale masculine 3.

### Un club de niveau national (1999-2009)

#### Un premier titre sur la scène nationale

##### Saison 2000-2001: champion de NM3
Durant sa deuxième saison sur la scène nationale, le club connaît son premier titre sur cette même scène; le club est sacré champion de France de nationale masculine 3  en 2001.

##### Fusion et changement de nom (2000)
Durant l’année 2000, le club de La Mélantoise Basket fusionne avec le Lille Université Club. Le Lille Métropole Basket Club est né.

#### Un deuxième titre sur la scène nationale

##### Saison 2005-2006: Christian Cléante permet la montée (NM1)
Pour sa sixième année en Nationale masculine 2 (NM2), le club lillois et Christian Cléante, - déjà entraîneur au club depuis le début de saison 2003-2004 -, ne peuvent faire mieux que ce bilan : une ascension en Nationale Masculine 1, le troisième championnat français et le dernier échelon amateur avant le passage en professionnel (Pro B), en remportant le titre de champion de France.
Statistiquement, le club réalise une très bonne saison en ne concédant que trois défaites.

#### La période NM1

##### Les deux saisons au ventre-mou

###### Saison 2006-2007: une 9eplace
Pour sa première saison à ce niveau (NM1), le LMB, dernier champion en date du championnat inférieur (NM2), réalise une saison satisfaisante. Sa première partie de saison lui permet même de figurer parmi les premières places du championnat, avant de s'effondrer sur la deuxième partie du championnat pour finir à la 9e position au classement général, l'équipe perd la huitième place à la faveur d'un point de pénalité concédé.
Si l'équipe lilloise se caractérise essentiellement par son collectif, dans la mesure où les dix principaux joueurs de l'effectif disputent chacun entre 19 et 28 minutes en moyenne par match, certaines individualités se sont détachées. Il est possible de citer notamment Cédric Bertorelle, auteur de 13,2 points en moyenne (26e marqueur), 4,3 rebonds (44e rebondeur), et surtout 4,1 passes (3e passeur) et 1,5 interception (20e) en 25 minutes par match, s'imposait par son extrême polyvalence compensant un certain déchet dans le jeu ou encore Mickaël Bole, le seul joueur du club à se placer dans le top 20 des marqueurs (13,9 points par match), pris 4,5 rebonds en moyenne par match (40e rebondeur), auxquels il faut ajouter 2 passes et 1,5 interception.
À l'issue de la saison, le club décide de prendre un nouveau tournant. D'un club sans vedette, mais au collectif complet, le LMB fait le choix de se construire un cinq majeur solide au détriment d'un effectif complet, mais sans vedettes. En plus de Bertorelle et Bole, le LMB se sépare d'Audet Sow (11,8 points, 4,3 rebonds), El Khdar (9,8 points), Tschamber (6,5 points, 2,5 rebonds, 2,7 passes), Kalvelis (5,6 points, 4,2 rebonds) et d'Émilien Barbry (5,6 points, 3,9 passes et 2,2 rebonds).

###### Saison 2007-2008: Du déjà vu
La deuxième année en NM1 a un aire de déjà-vu pour l’effectif lillois. Après les départs lors de l’intersaison et malgré la conservation, notamment, d’Akim Defoe et de Nicolas Taccoen ainsi que les arrivés de Romain Malet (Pro B), Sébastien Jasaron (NM1) Innocent Kéré et Troy Nesmith, ces deux derniers arrivés libres[1], le club finit la saison à une même 9e place que la saison précédente. Il ne manquait que deux points pour finir 6e, le club affichant pourtant le treizième budget, trois fois plus petits que les ascendants.
Le club affiche du bon et du moins bon cette saison-ci, entre séries de victoires et séries de défaites, qui mettent le doute sur les capacités de l’équipe à jouer les trouble-fête et vont jusqu’à installer la peur d’une place en bas de tableau.
Trois semaines avant la fin du championnat, il est annoncé que le coach, Christian Cléante, ne le sera plus pour l’exercice d’après, alors qu'il n'était plus considéré dans le vestiaire et sur le terrain comme coach, d’après ses dires. Alors qu’il était de toute façon à la fin de son contrat, il revient sur ses années précédentes et qualifie Emilien Barbry de “relais sur le terrain” l’ayant marqué.  
En guise de cadeau de départ,- pour celui qui était aussi un ancien joueur du club-, une victoire pour le dernier match à domicile face au leader Antibes (75-49) alors les joueurs étaient battus à la mi-temps et dans les deux premiers quarts-temps (14-16, 26-31).
Cinq joueurs quittent le club: Fabrice Constantinides, Sébastien Jasaron,  Innocent Kéré, Troy Nesmith et Nicolas Racon.

##### Le titre amené par Philippe Namyst
Au début de la saison 2008-2009, Philippe Namyst arrive, pour deux ans, sur le banc lillois, en provenance du BCM Gravelines-Dunkerque (Pro A).
Un personnage que connaît bien le club puisque, dix-sept ans auparavant, Namyst a débuté sa carrière de tacticien sur les bancs de l’ancêtre du club, l’ASRT. Il succède alors à son ami, Christian Cléante. Le président Servais Tomavo et son nouvel entraîneur s’accordent sur l’objectif d’une montée en Pro B en deux ans.
Un objectif plus que réussi puisque c’est le titre de champion de France de Nationale Masculin 1 qu’est décroché au bout de cette première année.
Cinq nouveaux joueurs viennent alors renforcer l’équipe: Olivier Gouez (Pro B), Frédéric N'Kembe (Pro B ), Adam Payton (Suisse), Ridwan Rabah (Espoirs Pro A) et Anthony Stanford (Pro B).
Sur les trois premiers matchs, le LMBC, fort de sa défense, en remporte l'entièreté.

### La longue période en Pro B (2009-2024)

#### Philippe Namyst poursuit (2009-2010)

##### Un début professionnel très réussi
Première saison en Pro B et qualification pour les play-offs avec une 3e place de la saison régulière (22 victoires-12 défaites) sous la direction de Philippe Namyst : en quarts de finale. Le club est à un point de la montée en Pro A. Victoire du premier match contre Nanterre 92 à domicile (88-83) et défaites au match retour à Nanterre (95-57) puis défaite lors de la belle à domicile (66-83).
D'un point de vue statistique, l'équipe se classe, au terme de la saison, onzième en points (77,3) et en passes décisives (15,1), huitième en évaluation (87,2), troisième en rebonds (35,9, défensifs et offensifs confondus), et cinquième en contres (2,9).
D'un point de vue individuel, un seul joueur se classe dans les tops cinq : Jason Siggers (18,0 points, 2e et 18,7 d'évaluation, 2e). Il affiche 32,8 minutes de moyenne sur l'ensemble des 34 matchs. Cependant, pour sa première saison en Pro B, Nicolas Taccoen (présent au sein du club depuis la saison 2006-2007) s'impose comme l'un des meilleurs pivots français. Il est ainsi 42e à l'évaluation (6e français), 15e rebondeur (5e français), 6e contreur (3e) et 1er à l'adresse aux tirs.

#### Le passage de Fabien Romeyer (2010-2012)

##### L'année du changement (2010-2011)
Durant l'intersaison, le statut du club change et devient Société anonyme sportive professionnelle (SASP). Le LMBC se nomme maintenant LMB.
Changement d'entraîneur pour cette deuxième saison en Pro B : Fabien Romeyer est nommé.
Le LMB termine 15e de Pro B (48 points pour 14 victoires et 20 défaites). Cette saison-là permet tout de même à un joueur d'apparaitre dans le top cinq des classements individuels de la saison : Andre Harris(18,4 points, 3e).
L'équipe n'apparait aucunement dans les tops cinq mais termine 10e au rebonds (34,4), 8e aux interceptions (8,4).
Un joueur apparaît dans le top cinq des classements individuels de la saison : Andre Harris grâce à ses 18,4 points de moyenne (3e) en 33 minutes par match. Cependant, cette bonne saison au sein de l’effectif lillois sera la seule; il quitte le navire en fin de saison en partance pour la JDA Dijon en Pro A.

##### Le milieu de tableau (2011-2012)
Les débuts du LMB de cette saison sont difficiles. Avec une seule victoire sur cinq journées à Rouen, Lille se réveille ensuite en battant deux invaincus : le CSP Limoges (87-78) et Boulazac Basket Dordogne (62-44). Cependant inconstants, Lille ne confirme pas sa bonne dynamique et s'incline à quatre reprises jusqu'à arriver à la 15e place après la défaite à domicile contre Aix-Maurienne. Piqués au vif, le LMB enchaîne 8 victoires et se positionne à la 6e place du Championnat fin janvier.
L'équipe, toujours menée par Fabien Romeyer, alterne le bon : 3 victoires contre le SOM Boulogne, l'ESSM Le Portel et le SPO Rouen et le mauvais : 4 défaites contre l'UJAP Quimper, le JSA Bordeaux, Bourg-en-Bresse et Fos-sur-Mer (66-75) pour finalement terminer à la 11e position de Pro B, à 1 point de la 8e place, qualificative pour les play-offs.
Sur la saison, l'équipe est la troisième à avoir fait le plus d'interceptions, avec une moyenne de 9,4. Elle affiche un taux de réussite à 2 points de 51,0% (4e) et c'est la deuxième équipe qui réussit le plus de 3 points (8,0).

#### La courte période Abou N’Diaye (2012-2013)

##### Nouvel entraîneur, classement identique (2012-2013)
Abdou N'Diaye devient entraineur de l'équipe. L'équipe se renforce sur les postes clés en signant le meneur Loïc Akono et l'ailier Jason Siggers (parti entre-temps au SPO Rouen). Mais reste la même que l'an passé à 80%. Les débuts tonitruants du LMB : 5 victoires en 7 matchs dont une contre Pau-Orthez (89-75) à domicile, s'essoufflent à partir de la 8e journée avec la défaite à Lille contre la JL Bourg-en-Bresse (73-64). Le club termine de nouveau à la 11ème position avec un total de 51 points, pour 17 victoires et 17 défaites.
Sur la saison, l'équipe est la troisième plus performante aux contres (2,8), bien accompagnée par son joueur Nicolas Taccoen finissant quatrième du classement joueur (1,2).

#### La désillusion Cédric Binauld (2013-2014)

##### Autre coach, moins bons résultats (2013-2014)
Le club décide de se séparer d'Abdou N'Diaye pour cette nouvelle saison. Est nommé, pour le remplacer, le français Cédric Binauld, qui est alors le troisième entraîneur du club depuis ses débuts professionnels, 4 saisons auparavant.
Pire saison de l'histoire du club, le LMB termine 16ème avec un pourcentage de victoire de seulement 35 % (15 victoires contre 29 défaites). Le club, passé tout près de la relégation lors de cette saison particulière de 44 matchs, se voit sauver de celle-ci par le système de calcul du points-average.
Malgré une saison difficile au classement générale, l'équipe est celle qui a fait le plus de passe décisive (18,3), le plus d'interceptions (9,1) et est quatrième du classement des contres (2,8), cinquième à celui de l'évaluation (88,2). Aurélien Rigaux et Émilien Barbry se sont illustrés à la passe décisive, respectivement deuxième (5,3) et cinquième (4,9). Ivan Almeida fini deuxième à l'interception (1,7).

#### L’ère Nedeljko Ašćerić (2014-2017)

##### L'arrivée qui sauve la saison (2014-2015)
À la suite de la saison 2013-2014, Cédric Binauld reste l'entraineur principal. Cependant, arrivé au mois de janvier, le club est en danger, un nouvel entraineur doit poser ses bagages pour sauver le club.
Ce sera, le Serbo-Autrichien Nedeljko Ašćerić, ancien entraîneur du Limoges CSP et champion de Pro A 2014, qui prendra les rênes en janvier.
La saison se termine par une 11e place d'après le site de la Ligue nationale de basketball. Le bilan se solde une nouvelle fois par 17 victoires et 17 défaites, à 5,9 % de la 9e place qualificative pour les play-offs.
L'équipe apparait à la fin de cette saison dans quatre fois dans le top cinq des six classements annexes : quatrième au rebond (36,8), troisième à la passe décisive (15,8), troisième à l'interception (8,4) et deuxième concernant les contres (3,5). Ivan Almeida signe cette fois-ci une première place au classement par points (18,1) tandis que Jean-Victor Traoré, chouchou des supporter, est troisième aux contres (1,1).

##### Retour en play-offs (2015-2016)
La saison 2015-2016 marque le retour du LMB en play-offs, l'équipe terminant à la 9e place et ce avec le même budget que la saison passée (1,5 million d'euros) alloué par le président du club Servais Tomavo.
Le retour, après six ans d'absence en play-offs, n'était pourtant chose à parier en début de saison. L'équipe a en effet très mal démarré sa saison régulière en finissant tantôt 15e au mois de décembre, tantôt 16e en février et même 17e (place de relégable) début mars ! Les joueurs ont su inverser, incroyablement, la tendance : en l'espace d'un mois, le club se situe en 11e position.
Le nouveau meneur de jeu américain Tajuan Porter, en provenance des Stockton Kings évoluant en NBA Gatorade League, se veut brillant : il termine avec un bilan pour 18 matchs de 20,6 points, 3,2 rebonds et 3,3 passes/match. Jean-Victor Traoré (16,6 d'évaluation) et d'autres joueurs comme Thomas Ceci-Diop ont été des éléments solides sur lesquels il a été possible de se reposer pour accrocher les 18 victoires suffisantes à la qualification lors de la dernière journée de championnat, face à la Jeunesse laïque de Bourg-en-Bresse (86-75).
Les phases de play-offs ce sont révélées moins heureuses pour le club. Battu d'une manière on ne peut plus serrée lors du premier match aller contre Fos Provence Basket (69-68), le sort est scellé lors du match retour qui se termine sur le score de 80-88, alors que le match se déroulait à domicile. La frustration est de mise puisque le Fos Provence Basket a mis fin à sa saison régulière en se plaçant 2e du championnat avec 21 victoires pour 13 défaites.

##### Une saison sur le podium (2016-2017)
La saison 2016-2017 du LMB est très réussie. L'équipe termine 3ème du classement (21 victoires pour 13 défaites) grâce à sa défense, la meilleure du championnat.
Des recrues se sont imposées tels Dequan Jones et Pavel Marinov (son pigiste médical) comme des top scoreurs de l'équipe. Malgré cela, le club est éliminé en quart de finale des play-offs face à l'ALM Évreux en 3 matchs (2 défaites (78-82, 51-56), 1 victoire (83-74)).
À l'issue de cette saison, Jean-Victor Traoré quitte le club pour se diriger vers Le Portel, en Pro A. De plus, c'est la dernière saison de Neno Ašćerić en tant qu'entraîneur des RedGiants.

#### L’ère Jean-Marc Dupraz (2017-2021)

##### Une demi-finale de play-off (2017-2018)
Nouvelle saison, nouvel entraîneur pour le LMB. En effet, Jean-Marc Dupraz remplace Neno Ašćerić et apporte très rapidement sa patte tactique  dans le jeu dès le début de saison.
Un duo de meneurs arrive avec Maurice Acker et Marcos Suka-Umu mais aussi un intérieur puissant en la personne de Rakeem Buckles. Ce beau pêle-mêle crée une équipe en totale cohésion et qui réalise le meilleur bilan de l'histoire du LMB avec 23 victoires et 11 défaites.
Qualifiés pour les play-offs, les jours de club lillois écrasent par deux fois le club de Saint-Chamond Basket en quart de finale (81-65, 80-56).
En demi-finale, le bilan est rude. Le LMB est éliminé en 3 matchs face à la Chorale Roanne Basket (défaites : 83-36, 71-55, victoire : 52-77).

##### Une saison en contre-sens (2018-2019)
Saison très compliqué pour les RedGiants qui termine 14ème (13 victoires pour 21 défaites). Une année aux antipodes de la précédente qui se terminera avec 4 défaites consécutives.
Ce sera d'ailleurs la dernière saison de Rakeem Buckles et Maurice Acker dans le Nord.

##### La frustration de l’élan coupé (2019-2020)
Dans le contexte particulier de la pandémie de Covid-19, le championnat est arrêté après 23 journées. Avec un bilan positif de 13 victoires et 10 défaites, les lillois étaient particulièrement bien lancés dans le championnat. Cette saison marque d'ailleurs le retour de Jean-Victor Traoré au sein du LMB. Notons que Mike Holton bat le record de points en un seul match avec 35 points lors de la première rencontre de la saison.

#### Un retour correcte (2020-2021)
Saison en demi-teinte pour le LMB qui finit avec 18 victoires et 16 défaites et se loge une 9ème place au classement, dans une saison sans play-offs. L'arrivée de Raijon Kelly fait beaucoup de bien à l'équipe. Il s'en impose très vide comme le leader offensif.
Une saison plutôt correcte pour les RedGiants mais qui sera la dernière de Jean-Marc Dupraz à Lille.
À l'issue de cette saison, Nicolas Taccoen tire sa révérence et arrête sa carrière.

#### L’ère Maxime Bézin (2021-2024)

##### Pire saison de l'histoire du club (2021-2022)
Pour sa première saison au commande du LMB, Maxime Bézin signe la pire saison de l'histoire du club, qui termine proche de la relégation en NM1. Avec un bilan de 14 victoires pour 20 défaites, c'est à la 16ème place que termine l'équipe. Le maintiens n'a été acquis que lors de la dernière journée du championnat.
L’équipe gagne son premier match de la saison au Palais Saint-Sauveur sur le score large de 102 à 76, face à l'ASA Souffelweyersheim. La première victoire d’une série de quatre à domicile avant de tomber, lors du cinquième, face à Aix-Maurienne sur le score très serré de 69-70. À l’extérieur, les premiers matchs se sont montrés beaucoup plus difficiles: le LMB enchaîne une série sept défaites avant d’y mettre fin et de gagner à l'UJAP Quimper 29 (75-84), le 15 janvier.
C'est la dernière saison de Jean-Victor Traoré au sein du club en tant que joueur. Il devient alors le manager général du club.

##### Au pied du podium (2022-2023)
La deuxième saison de Maxime Bézin en tant qu'entraîneur des RedGiants est une réussite. Ce dernier récupère des anciens leaders partis comme Luc Loubaki et Marcos Suka-Umu dans un effectif qui venait d'en perdre,. Les arrivées clés de Bastien Vautier et Carl Ponsar furent essentielles pour le développement de l'équipe,. Bastien Vautier finira d'ailleurs le meilleur scoreur de l'équipe avec 17.1 points par match et meilleur rebondeur avec 8.0. Le retour aux play-offs des RedGiants se termine de manière abrupte à la suite d'une défaite cruelle 89-90 face à Orléans sur un buzzer beater  lors du troisième match (précédents : victoire 85-77, défaite 85-71).

#### Dernière saison (2023-2024)
Le club termine à la 11ème place avec un bilan de 16 victoires et 18 défaites.

### La disparition
À la fin de la saison 2023-2024, et à la suite d'importants problèmes financiers, la section professionnelle du club disparait, la Fédération française de basket-ball (FFBB) ayant refusé l'engagement du club en Pro B ou NM1,.

## Résultats sportifs

### Palmarès
Le palmarès du LMB compte un titre de champion de France de nationale 1, un titre du championnat de nationale 2 et un titre de nationale 3. Mais aussi un titre de division régionale et de promotion régionale.
| Compétions nationales | Compétitions régionale                                                                                      |
| --- | --- |
| Compétitions actuelles - Championnat de France (3) - Nationale Masculine 1 - Champion : 2009 - Nationale Masculine 2 - Champion : 2006 - Nationale Masculine 3 - Champion : 2001 | Compétions actuelles - Division régionale (1) - Champion : 1999 - Promotion régionale (1) - Champion : 1997 |

### Performances notables
Bien que n'ayant jamais accédée à la première division française de basket-ball, le LMB a pu signer des performances remarquables dans son antichambre. Et ce, dès sa première saison professionnelle (2009-2010).
| Saisons   | Saisons régulières | Play-offs                                                                  |
| --------- | ------------------ | -------------------------------------------------------------------------- |
| 2009-2010 | 3e place           | Quart de finale (88-83, 95-57, 66-83) - Adversaire : Nanterre 92           |
| 2016-2017 | 3e place           | Quart de finale (78-82, 83-74, 51-56) - Adversaire : ALM Évreux            |
| 2017-2018 | 4e place           | Demi-finale (83-36, 52, 77, 71-55) - Adversaire : Chorale Roanne Basket    |
| 2022-2023 | 4e place           | Quart de finale (85-77, 85-71, 89-90) - Adversaire : Orléans Loiret Basket |

### Record
Lille Métropole Basket détient, avec les clubs de l'AS Denain-Voltaire, de l'ALM Évreux et de Nantes Basket Hermine, le record de participation à la Leaders Cup de basket-ball Pro B, en ayant participé à l’ensemble des éditions de la compétition créée en 2015, en 2024.
Cependant, il est le seul parmi eux à ne jamais l’avoir remporté.

## Images et identité

### Couleurs et maillots
Attaché aux couleurs de la ville de Lille, le LMB joue ses matchs a domicile en blanc et en rouge ses matchs à l'extérieur. Un troisième maillot, est régulièrement porté également.

### Logos
Le club a connu plusieurs logos au cours de son histoire. De prédominance rouge, ils ont toujours affichés un ballon de basket-ball.
Si jusqu'en 2019 le logo arboré les trois valeurs propres au club : respect, convivialité et solidarité, celles-ci disparaissent sur le dernier logo de 2019, afin de laisser place à l'inscription « Red Giants », renfonçant l'identité du club.

Neuf ans après que la partie professionnelle soit renommé Lille Métropole Basket, ce n'est qu'à ce moment-là que l'inscriptions « Clubs », propre à l'appellation d'autrefois, disparaît. La fleur de lys, symbole puissant et emblématique de la ville de Lille fait son apparition. Tout comme une main rouge tenant fermement le ballon. 

Ancien logo
(-2019)
(2019-2024).

## Personnalités du club

### Présidents
| Rang | Nom                | Période   |
| ---- | ------------------ | --------- |
| 1    | Servais Tomavo     | 1995-2018 |
| 2    | Bienvenue Djomatin | 2018-2023 |
| 3    | Nicolas Bigo       | 2023-     |

Le premier président du club est Servais Tomavo. Son mandat de 23 ans recouvre la période la plus prolifique du club. Il est connu pour être celui qui a fait grandir le club, passant de l'excellence régionale à la Pro B en l'espace d'une quinzaine d'années. Durant sa présidence, le club obtient tous les trophées gagnés de son histoire.
Durant l'année 2018, il décide de laisser son poste de président à Bienvenue Djomatin qui l'assure durant 5 ans.
En octobre 2023, Nicolas Bigo devient le troisième a occupé se poste, avant que le club ne disparaissent 9 mois plus tard.

### Entraîneurs
| Nom               | Période   | Nom              | Période   |
| ----------------- | --------- | ---------------- | --------- |
| Christian Cléante | 2003-2008 | Nedeljko Ašćerić | 2017-2021 |
| Philippe Namyst   | 2008-2010 | Jean-Marc Dupraz | 2021-2024 |
| Fabien Romeyer    | 2010-2012 | Maxime Bézin     |           |
| Abdou N'Diaye     | 2012-2013 |                  |           |
| Cédric Binauld    | 2013-2014 |                  |           |

### Joueurs
Voici une liste de joueurs notables :
- Andre Harris
- Rakeem Buckles
- Maurice Acker
- Vincent Golson
- Jason Siggers
- Steffon Bradford
- Curtis Marshall
- Steve Smith
- John Fields
- DeQuan Jones
- Loïc Akono
- Aurélien Rigaux
- Nicolas Taccoen
- Thomas Ceci-Diop
- Benoit Gillet
- Bastien Vautier
- Ivan Almeida
- Naïm El Khdar (international marocain)
- Ville Kaunisto
- Mathieu Wojciechowski
- Tajuan Porter
- Pavel Marinov
- Ron Slay
- Sean Barnette
- Jamal Jones
- Jean-Victor Traoré

## Dernier effectif professionnel
Le tableau liste l'effectif professionnel du LMB pour la saison 2023-2024.
Mis à jour le 15 décembre 2023

## Structures du club

### Salle
Le Lille Métropole Basket évolue dans l’enceinte du Palais des sports Saint-Sauveur de Lille depuis 2004. La salle, inaugurée le 6 mars 1977, comporte 2 300 places mais seules 1 811 personnes assises, auxquels il faut ajouter 15 personnes en fauteuil et 375 debouts peuvent assister au match de l’équipe.   
Reconnu comme un équipement de qualité, et subissant quelque travaux, il a servi et accueilli de nombreux évènements, sportifs ou non, tels que les Jeux Olympiques d’été de 2012 à Londres (en tant de base arrière), la préparation de la Coupe d’Afrique des Nations de 2012, en basket masculin, le FIBA EuroBasket Women 2013, l’Open de tennis de Lille, le titre de championnat du monde WBF des super plumes, ect.. ou encore un meeting de Benoît Hamon lors de la campagne présidentielle de 2017.

### Centre d'entraînement et de formation
La salle des sports Jean Zay de Faches-Thumesnil constitue le centre d'entraînement des joueurs.
Le centre de formation du club, créé en 2013, est, lui aussi, dans cette salle.

### Boutique officielle
Le LMB possède une boutique éphémère, les jours de match, dans l’enceinte de la salle du palais des sports Saint-Sauveur.

## Aspects juridiques et économiques

### Aspects juridiques

#### Statut juridique et légal
L’équipe professionnelle est gérée par la société anonyme sportive professionnelle (SASP) LMB SASP au capital de 80 000€. Ce statut est en vigueur depuis l’intersaison 2010.

### Aspects économiques

#### Équipementiers
Aucun équipementier n’est présent sur le maillot des joueurs lillois lors de la saison 2009-2010.
L’équipementier français Kipsta est l’un des premiers présents sur le maillot lillois. Lors de la saison 2018-2019, c’est un autre équipementier français qui se remarque sur les maillots : Big Sports. Vient ensuite l’équipementier italien Kappa qui fournit les maillots à partir de la saison 2019-2020, jusqu'à la saison 2022-2023.
En juillet 2023, le club annonce un contrat de partenaire officiel et d'équipementier avec le français Le Coq Sportif à partir de la saison 2023-2024, jusqu’à la fin de saison 2026-2027.

#### Sponsors
Pour sa première saison professionnelle (2009-2010), le club a pour sponsor principal Dalkia. D’autres sponsors comme Lille Métropole ou encore McDonald's apparaissent sur le maillot.
Sponsor principal 2018-2019 et 2019-2020 : Engie. Mariot Voyages s'affiche dans le dos des joueurs.
Le sponsor principal entre les saisons 2021-2022 et 2023-2024 est la société Vitamines.

## Soutien et image

### Affluence
Le LMB réalise sa meilleure affluence moyenne lors de la saison 2022-2023. Cette saison-là, en moyenne 1 595 spectateurs en saison régulière ont assisté aux matchs à domicile du club qui réalise une quatrième place au classement général et un quart de finale qu’il perd en trois matchs face au Orléans Loiret Basket.
Le club bat son précédent record établi lors de la saison 2014-2015 avec 1 569 spectateurs en moyenne, alors qu’il se sauve de la relégation au points-average lors de sa saison précédente et qu’il réalise une saison moyenne, en étant même en danger en début de saison. L’affluence peut alors être expliquée par la nomination en tant qu’entraîneur du Serbo-Autrichien Nedeljko Ašćerić au cours de la saison, durant le mois de janvier.  
Les RedGiants connaissaient auparavant qu’une saison durant laquelle ils évoluaient devant plus de 1 500 spectateurs, en moyenne, il s’agit de la saison 2016-2017, lorsque 1 531 personnes donnaient de la voix chaque soir de match dans l’enceinte lilloise.
Le club lillois n’évolue lors d’aucune saison devant plus de spectateurs en moyenne par match que celle de toutes les équipes de Pro B confondues, alors que 1 826 places assises composent les tribunes du Palais des sports Saint-Sauveur de Lille, le domicile des joueurs nordiste, et que la salle peut accueillir 500  personnes debouts supplémentaires, portant ainsi la capacité de la salle à 2 300.

### Supporters
Les Panthers du LMB constituent le plus important groupe de supporters du club nordiste.

### Relation avec les médias
Le Lille Métropole Basket entretient une relation parfois difficile avec les médias, notamment avec La Voix du Nord. En effet, lors des play-offs de la saison 2022-2023, le club poste sur ces réseaux sociaux une publication se plaignant du manque de couverture de leur quart de finale.  